# Clare Calbraith
Clare Michelle Calbraith, född 1 januari 1974 i Winsford i Cheshire, är en brittisk skådespelare. Calbraith har bland annat medverkat i serier som Downton Abbey, Ett fall för Vera och Home fires.

## Filmografi i urval
- 1999 – Casualty (TV-serie)
- 2000–2002 – Tillbaka till Aidensfield (TV-serie)
- 2005 – Nattskiftet (TV-serie)
- 2005 – Holby City (TV-serie)
- 2005 – Coronation Street (TV-serie)
- 2005 – The Bill (TV-serie)
- 2006 – EastEnders (TV-serie)
- 2011 – Downton Abbey (TV-serie)
- 2011 – The Shadow Line (TV-serie)
- 2012 – Morden i Midsomer (TV-serie)
- 2013 – Mindscape
- 2012–2014 – Ett fall för Vera (TV-serie)
- 2014 – Tyst vittne (TV-serie)
- 2015–2016 – Home fires (TV-serie)
- 2016 – Kommissarie Banks (TV-serie)
- 2018 – Requiem (TV-serie)